# Eiji Tsuburaya
Eiji Tsuburaya (jap. 円谷 英二 Tsuburaya Eiji), prawdziwe nazwisko Eiichi Tsumuraya (jap. 圓谷 英一 Tsumuraya Eiichi);  ur. 7 lipca 1901 w Sukagawie, zm. 25 stycznia 1970 w Itō) – japoński reżyser filmowych efektów specjalnych, twórca licznych japońskich filmów science-fiction, współtwórca serii „Godzilla” oraz główny twórca „Ultra Serii”. Założyciel studia Tsuburaya Productions.

## Życiorys

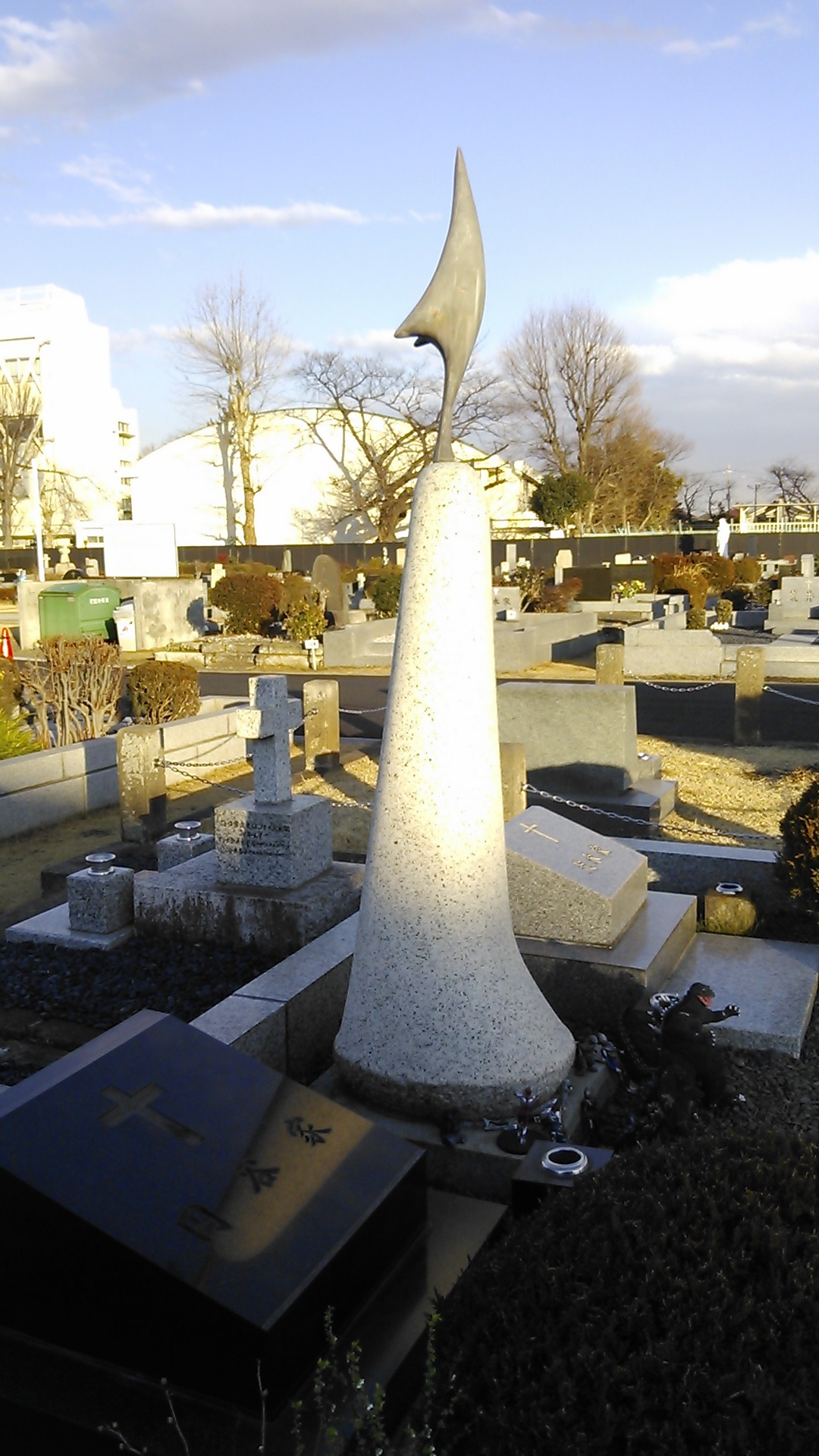
Grób Tsuburayi

Eiji Tsuburaya urodził się 7 lipca 1901 roku jako pierworodny syn w dużej rodzinie. Jego matka zmarła, kiedy miał 3 lata, a ojciec wyprowadził się do Chin, gdzie prowadził interesy. Był więc pod opieką matki ojca – Natsu, i zaledwie kilka lat starszego od niego wuja – Ichirō. Już w szkole zainteresował się modelarstwem samolotowym, które to hobby pozostało mu do końca życia. W wieku 14 lat ukończył szkołę średnią i zapisał się do szkoły lotniczej. Po jej zamknięciu przeniósł się do szkoły handlowej, po ukończeniu której zajął się badaniami i rozwojem w fabryce zabawek. Przypadkowe spotkanie z reżyserem Yoshirō Edamasą zaowocowało zmianą pracy i przyuczeniem do zawodu operatora kamery. 
W 1921 roku poznał swoją przyszłą żonę, a rok później wzięli ślub. Wiele lat po ślubie Tsuburaya zmienił dla niej religię – przeszedł z buddyzmu na katolicyzm. 
W czasie II wojny światowej był twórcą wojennych filmów propagandowych. Niektóre jego produkcje były na tyle dobre, że po wojnie wzięto je za oryginalne nagrania, na przykład spreparowany film o ataku na Pearl Harbor. Po wojnie nie mógł znaleźć pracy przez swoje wcześniejsze zaangażowanie w propagandowe projekty, ale już w 1950 roku był szefem działu efektów specjalnych wytwórni filmowej, a 4 lata później powstała jego najbardziej znana produkcja – Godzilla. Po obejrzeniu amerykańskiego King Konga jego marzeniem było odtworzyć efekty specjalne na takim poziomie. Zmarł 25 stycznia 1970 roku w wieku 68 lat. W dniu 7 lipca 2015 roku, w 114. rocznicę urodzin, wyszukiwarka Google uhonorowała go interaktywnym doodle'm.

## Twórczość

### Efekty specjalne
Podczas swojej 50-letniej kariery pracował nad około 250 filmami. Filmy z jego efektami wizualnymi to m.in.:
- Atarashiki Tsuchi (1937) – reżyser efektów specjalnych
- Kaigun Bakugeki-tai (1940) – efekty specjalne
- Moyuru ōzora (1940) – efekty specjalne
- Enoken no songokū: songokū zenko-hen (1940) – kierownik ds. efektów specjalnych
- Shiroi Hekiga (1942) – efekty specjalne
- Nankai no Hanataba (1942) – specjalista ds. efektów fotograficznych
- Tsubasa no Gaika (1942) – efekty specjalne
- Hawai Mare oki kaisen (1942) – reżyser efektów specjalnych
- Ahen senso (1943) – efekty specjalne
- Ai No Sekai: Yamaneko Tomi No Hanashi (1943) – efekty specjalne
- Ongaku Dai-Shingun (1943) – efekty specjalne
- Hyoroku Yume-Monogatari (1943) – efekty specjalne
- Otoko (1943) – kierownik ds. efektów specjalnych
- Ano hata o ute (1944) – efekty specjalne
- Kato hayabusa sento-tai (1944) – kierownik ds. efektów specjalnych
- Tokyo Gonin Otoko (1945) – kierownik ds. efektów specjalnych (podpisany jako Eiichi Tsuburaya)
- Urashima Taro No Koei (1946) – specjalista ds. efektów fotograficznych
- A Thousand and One Nights with Toho (1947) – kierownik ds. efektów specjalnych
- Hana Kurabe Tanuki Goten (1949) – efekty specjalne
- Invisible Man Appears (1949) – kierownik ds. efektów specjalnych
- The Lady of Musashino (1951) – kierownik ds. efektów specjalnych
- The Skin of the South (1952) – kierownik ds. efektów specjalnych
- Ashi Ni Sawatta Onna (1952) – kierownik ds. efektów specjalnych
- The Man Who Came to Port (1952) – kierownik ds. efektów specjalnych
- Anatahan (1953) – specjalista (podpisany jako Tsuburaya)
- Seishun Zenigata Heiji (1953) – efekty specjalne
- The Eagle of the Pacific (1953) – reżyser efektów specjalnych
- Aijin (1953) – kierownik ds. efektów specjalnych
- Sound of the Mountain (1954) – efekty specjalne
- Farewell Rabaul (1954) – reżyser efektów specjalnych
- Samuraj (1954) – efekty specjalne
- Godzilla (1954) – efekty specjalne
- Tomei Ningen (1954) – reżyser efektów specjalnych
- Ginrin (1955) – efekty specjalne
- Godzilla kontratakuje (1955) – reżyser efektów specjalnych
- Half Human (1955) – reżyser efektów specjalnych
- Meoto zenzai (1955) – kierownik ds. efektów specjalnych
- Legend of the White Snake (1956) – reżyser efektów specjalnych
- Rodan – ptak śmierci (1956) – reżyser efektów specjalnych
- Tron we krwi (1957) – efekty specjalne
- Tajemniczy przybysze (1957) – reżyser efektów specjalnych
- Song for a Bride (1958) – efekty specjalne
- The H-Man (1958) – reżyser efektów specjalnych
- Varan the Unbelievable (1958) – reżyser efektów specjalnych
- Ukryta forteca (1958)
- Songoku: The Road To The West (1959) – reżyser efektów specjalnych
- Submarine I-57 Will Not Surrender (1959) – reżyser efektów specjalnych
- The Birth of Japan (1959) – reżyser efektów specjalnych
- Battle in Outer Space (1959) – efekty specjalne
- The Secret of the Telegian (1960) – efekty specjalne
- Burza nad Pacyfikiem (1960) – reżyser efektów specjalnych
- The Human Vapor (1960) – reżyser efektów specjalnych
- Osaka Jo Monogatari (1961) – reżyser efektów specjalnych
- Mothra (1961) – reżyser efektów specjalnych
- Blood On The Sea (1961) – reżyser efektów specjalnych
- Gen To Fudomyo-O (1961) – reżyser efektów specjalnych
- The Last War (1961) – reżyser efektów specjalnych
- Gorath (1962) – reżyser efektów specjalnych
- Kurenai No Sora (1962) – reżyser efektów specjalnych
- King Kong kontra Godzilla (1962) – reżyser efektów specjalnych
- Chushingura: Hana no Maki, Yuki no Maki (1962) – reżyser efektów specjalnych
- Attack Squadron! (1963) – reżyser efektów specjalnych
- Chintao Yosai Bakugeki Meir Ei (1963) – reżyser efektów specjalnych
- Atak ludzi grzybów (1963) – reżyser efektów specjalnych
- The Lost World of Sinbad (1963) – reżyser efektów specjalnych
- Atragon (1963) – reżyser efektów specjalnych
- Shikonmado – Dai Tatsumaki (1964) – reżyser efektów specjalnych
- Kyomo Ware Ozorami Ari (1964) – kierownik ds. efektów specjalnych
- Godzilla kontra Mothra (1964) – reżyser efektów specjalnych
- Dogora (1964) – reżyser efektów specjalnych
- Ghidorah – Trójgłowy potwór (1964) – reżyser efektów specjalnych
- Najodważniejsi z wrogów (1965) – reżyser efektów specjalnych
- War-Gods of the Deep (1965) – reżyser efektów specjalnych: ujęcia z filmu Atragon
- Taiheiyo Kiseki No Sakusen: Kisuka (1965) – reżyser efektów specjalnych
- Frankenstein Conquers the World (1965) – reżyser efektów specjalnych
- Crazy Adventure (1965) – reżyser efektów specjalnych
- Dr. Goldfoot and the Bikini Machine (1965) – reżyser efektów specjalnych: ujęcia z filmu Godzilla kontra Mothra
- Inwazja potworów (1965) – reżyser efektów specjalnych
- Ironfinger (1965) – efekty specjalne
- Pojedynek potworów (1966) – reżyser efektów specjalnych
- Zero Faita Dai Kusen (1966) – reżyser efektów specjalnych
- Ebirah – potwór z głębin (1966) – kierownik ds. efektów wizualnych (tytuł honorowy)
- Ucieczka King Konga (1967) – reżyser efektów specjalnych
- Syn Godzilli (1967) – kierownik ds. efektów wizualnych
- Zniszczyć wszystkie potwory (1968) – kierownik ds. efektów wizualnych (tytuł honorowy)
- Rengō Kantai Shirei Chōkan: Yamamoto Isoroku (1968) – reżyser efektów specjalnych
- Kureji No Daibakuhatsu (1969) – kierownik ds. efektów specjalnych
- Szerokość geograficzna zero (1969) – reżyser efektów specjalnych
- Japonia i miecz (1969) – reżyser efektów specjalnych
- Rewanż Godzilli (1969) – efekty specjalne (tytuł honorowy)
- Ultraman (1979) – kierownik ds. efektów specjalnych (materiały archiwalne)
- Ultraman: Great Monster Decisive Battle (1979) – kierownik ds. efektów specjalnych (materiały archiwalne)

### Filmografia
- Giketsu (1925)
- Kaito Samimaro (1928) (podpisany jako Eiichi Tsuburaya)
- Kagaribi (1928) (podpisany jako Eiichi Tsuburaya)
- Castle Of Wind And Clouds (1928) (podpisany jako Eiichi Tsuburaya)
- Nogitsune Sanji (1930) (podpisany jako Eiichi Tsuburaya)
- Shintei Shiobara Tasuke (1930)
- Fubuki Ni Sakebu Okami (1931) (podpisany jako Eiichi Tsuburaya)
- Beni-Komori – Dai Ippen (1931)
- Beni-Komori – Dai Nihen: Yuyaku Kessen No Maki (1931)
- Beni-Komori – Dai Sampen: Ketsurui Tonami Chohachiro No Maki (1931)
- Hyakuman-nin No Gassho (1935)
- Kaguya Hime (1935)
- Sekido Koete (1936)
- Major Nango (1938)
- Kodo Nippon (1940)
- Tomei Ningen (1954)

### Producent
- Ultra Q (1965)
- Ultraman (1966) – producent nadzorujący
- Full-Length Monster Movie: Ultraman (1967)
- Ultra Seven (1967) – producent nadzorujący
- Mighty Jack (1968)
- Operation: Mystery! (1968)
- Kyofu Gekijo Umbalance: (odcinek: „Miira No Koi”) (1973)

### Reżyser
- Major Nango (1938)
- Sekido Koete (1936)

### Operator kamery
- A Page of Madness (1926) – młodszy kamerzysta (podpisany jako Eiichi Tsuburaya)
- Enmeiin No Semushi-Otoko (1920) – operator kamery (podpisany jako Eiichi Tsuburaya)

### Pozostałe prace
- Kodo Nippon (1940) – Editor
- Ultra Q No Oyaji (1966) – we własnej osobie
- Szerokość geograficzna zero (1969) – menedżer produkcji
- Godzilla: Save the Earth (2004) – animacja (projektant postaci Króla Ghidory)
- ETV Tokushu: 50 Year-History In Japanese Sci-Fi (2007) – jako on sam (nagrania archiwalne)